# Bacanora (Sonora)
Bacanora (del idioma ópata Vacat noraca: "Carrizo en la ladera") es un pueblo mexicano ubicado en el este del estado de Sonora, en la zona alta de la Sierra Madre Occidental, el pueblo es cabecera del municipio de Bacanora. Según los resultados del Censo de Población y Vivienda realizado en 2020 por el Instituto Nacional de Estadística y Geografía (INEGI), Bacanora cuenta con una población de 498 habitantes. Fue fundada en el año de 1627 por el misionero jesuita Pedro Méndez como un pueblo de visita de la misión jesuítica de San Javier de Arivechi.
Por la localidad circula la carretera estatal 20, se encuentra a 190 km al este de Hermosillo la capital estatal, a 466 km al suroeste de la ciudad fronteriza de Heroica Nogales y a 316 km al noroeste de la ciudad portuaria de Heroica Guaymas.
Su nombre viene de la lengua indígena de los ópatas jobas, originalmente Bacanoraco y se interpreta como: "Carrizo en la ladera", proviene de las raíces lingüísticas Vacat que significa "carrizo" y Noraca que significa "ladera". El poblado es la "cuna" de la bebida artesanal que lleva su mismo nombre, el licor bacanora, el cual fue utilizado por primera vez en los años de 1500 por los indígenas de esta zona.

## Historia
Originalmente el territorio de la localidad estaba habitado por indios ópatas jobas en el siglo XVII. Fue hasta en el año de 1627 que con la llegada de los misioneros jesuitas a evangelizar esta zona, y se fundó la misión de San Javier de Arivechi, se estableció Bacanora como un pueblo de visita a dicha misión, por el padre Pedro Méndez y fue dedicada a San Ignacio de Loyola.
Bacanora fue incorporado en 1930 al municipio de Sahuaripa, obteniendo dos años más tarde el 27 de octubre de 1932, la categoría de cabecera de su propio municipio libre, según Ley Núm. 138. 
En el año de 2015, especialistas del Instituto Nacional de Antropología e Historia en Sonora, registraron y catalogaron 22 piezas (entre esculturas, vestimentas y objetos litúrgicos) del siglo XVIII, que se encuentran en la iglesia local, el Templo de Nuestro Padre de San Ignacio de Loyola.

## Geografía
Véase también: Geografía del Municipio de Bacanora
Bacanora se encuentra ubicado entre estribaciones de la Sierra Madre Occidental en el centro-este del estado de Sonora, bajo las coordenadas 28°58′44″ de latitud norte y 109°23′54″ de longitud oeste del meridiano de Greenwich, a una altitud media de 452 metros sobre el nivel del mar, con sierras más pequeñas cercanas como la de La Joya, Sandoval y Campanera. Se encuentra a escasos metros del río Bacanora, que lo cruza de sur a norte y éste va a desembocar al río Yaqui.
La localidad es cabecera de su municipio, el cual colinda al norte con el municipio de San Pedro de la Cueva, al noreste con el de Sahuaripa, al este con el de Arivechi, al sur con el de Yécora, y a suroeste con el de Soyopa.

### Clima
Cuenta con un clima muy seco y cálido, con una temperatura media anual de 21 °C, una media máxima anual de 31.3 °C y una media mínima anual de 11.8 °C. La mayor temperatura que se ha registrado en los últimos 15 años es de 47 °C y la mínima registrada es de -7 °C. El período de lluvias se presenta en verano en los meses de julio y agosto teniendo una precipitación media anual de 543 milímetros. Se tienen heladas en los meses de noviembre a marzo.
| Parámetros climáticos promedio de Bacanora, Sonora (1951-2010)                  | Parámetros climáticos promedio de Bacanora, Sonora (1951-2010) | Parámetros climáticos promedio de Bacanora, Sonora (1951-2010) | Parámetros climáticos promedio de Bacanora, Sonora (1951-2010) | Parámetros climáticos promedio de Bacanora, Sonora (1951-2010) | Parámetros climáticos promedio de Bacanora, Sonora (1951-2010) | Parámetros climáticos promedio de Bacanora, Sonora (1951-2010) | Parámetros climáticos promedio de Bacanora, Sonora (1951-2010) | Parámetros climáticos promedio de Bacanora, Sonora (1951-2010) | Parámetros climáticos promedio de Bacanora, Sonora (1951-2010) | Parámetros climáticos promedio de Bacanora, Sonora (1951-2010) | Parámetros climáticos promedio de Bacanora, Sonora (1951-2010) | Parámetros climáticos promedio de Bacanora, Sonora (1951-2010) | Parámetros climáticos promedio de Bacanora, Sonora (1951-2010) |
| Mes                                                                             | Ene.                                                           | Feb.                                                           | Mar.                                                           | Abr.                                                           | May.                                                           | Jun.                                                           | Jul.                                                           | Ago.                                                           | Sep.                                                           | Oct.                                                           | Nov.                                                           | Dic.                                                           | Anual                                                          |
| ------------------------------------------------------------------------------- | -------------------------------------------------------------- | -------------------------------------------------------------- | -------------------------------------------------------------- | -------------------------------------------------------------- | -------------------------------------------------------------- | -------------------------------------------------------------- | -------------------------------------------------------------- | -------------------------------------------------------------- | -------------------------------------------------------------- | -------------------------------------------------------------- | -------------------------------------------------------------- | -------------------------------------------------------------- | -------------------------------------------------------------- |
| Temp. máx. abs. (°C)                                                            | 34.0                                                           | 35.0                                                           | 38.0                                                           | 39.0                                                           | 46.5                                                           | 47.0                                                           | 45.5                                                           | 42.0                                                           | 42.0                                                           | 40.0                                                           | 38.0                                                           | 39.0                                                           | 47.0                                                           |
| Temp. máx. media (°C)                                                           | 22.4                                                           | 24.8                                                           | 27.7                                                           | 32.9                                                           | 35.7                                                           | 40.3                                                           | 37.0                                                           | 35.8                                                           | 35.3                                                           | 32.8                                                           | 27.4                                                           | 22.9                                                           | 31.3                                                           |
| Temp. media (°C)                                                                | 12.6                                                           | 14.7                                                           | 16.9                                                           | 21.4                                                           | 24.7                                                           | 30.5                                                           | 29.7                                                           | 28.7                                                           | 27.1                                                           | 22.6                                                           | 16.5                                                           | 12.7                                                           | 21.5                                                           |
| Temp. mín. media (°C)                                                           | 2.9                                                            | 4.6                                                            | 6.0                                                            | 9.8                                                            | 13.8                                                           | 20.6                                                           | 22.3                                                           | 21.6                                                           | 18.9                                                           | 12.4                                                           | 5.6                                                            | 2.6                                                            | 11.8                                                           |
| Temp. mín. abs. (°C)                                                            | -7.0                                                           | -3.0                                                           | -2.0                                                           | 0.0                                                            | 4.0                                                            | 10.0                                                           | 13.0                                                           | 14.0                                                           | 10.0                                                           | 0.0                                                            | -4.0                                                           | -7.0                                                           | -7.0                                                           |
| Precipitación total (mm)                                                        | 36.9                                                           | 24.2                                                           | 15.4                                                           | 12.7                                                           | 9.3                                                            | 41.5                                                           | 141.3                                                          | 126.1                                                          | 59.2                                                           | 20.8                                                           | 16.7                                                           | 39.1                                                           | 543.2                                                          |
| Días de precipitaciones (≥ 0.1 mm)                                              | 4.0                                                            | 3.1                                                            | 1.6                                                            | 1.0                                                            | 0.5                                                            | 3.5                                                            | 11.1                                                           | 9.5                                                            | 4.6                                                            | 2.4                                                            | 1.8                                                            | 3.1                                                            | 46.2                                                           |
| Fuente: Servicio Meteorológico Nacional. Actualizado el 3 de diciembre de 2016. |                                                                |                                                                |                                                                |                                                                |                                                                |                                                                |                                                                |                                                                |                                                                |                                                                |                                                                |                                                                |                                                                |

## Gobierno
Véase también: Gobierno del Municipio de Bacanora
La sede del gobierno municipal recae en este poblado, donde se encuentra el palacio municipal. El ayuntamiento está integrado por un presidente municipal, un síndico, 3 regidores de mayoría relativa y 2 de representación proporcional.
Junto a su municipio pertenece al IV Distrito Electoral Federal de Sonora con sede en la ciudad de Guaymas y al XVIII Distrito Electoral de Sonora con sede en Ciudad Obregón Norte.

## Demografía
Según el Censo de Población y Vivienda realizado en 2020 realizado por el Instituto Nacional de Estadística y Geografía (INEGI), el pueblo tiene un total de 498 habitantes, de los cuales 246 son hombres y 252 son mujeres. En 2020 había 293 viviendas, pero de estas 169 viviendas estaban habitadas, de las cuales 50 estaban bajo el cargo de una mujer. Del total de los habitantes, sólo 1 persona (0.2% del total) se considera afromexicana o afrodescendiente.
El 88.35% de sus pobladores pertenece a la religión católica, el 7.43% es cristiano evangélico/protestante o de alguna variante, mientras que el 2.61% no profesa ninguna religión.

### Educación y salud
Según el Censo de Población y Vivienda de 2020; 1 adolescente de entre 12 y 14 años (0.2 %), 14 adolescentes de entre 15 y 17 años (2.81 %) y 5 jóvenes de entre 18 y 24 años (1 %) no asisten a ninguna institución educativa. 14 habitantes de 15 años o más (2.81%) son analfabetas, 12 habitantes de 15 años o más (2.41%) no tienen ningún grado de escolaridad, 87 personas de 15 años o más (17.47%) lograron estudiar la primaria pero no la culminaron, 15 personas de 15 años o más (3.01%) iniciaron la secundaria sin terminarla, teniendo el pueblo un grado de escolaridad de 7.69.
La cantidad de población que no está afiliada a un servicio de salud es de 112 personas, es decir, el 22.49% del total, de lo contrario el 75.9% sí cuenta con un seguro médico ya sea público o privado. Según el mismo censo, 59 personas (11.85%) tienen alguna discapacidad o límite motriz para realizar sus actividades diarias, mientras que 12 habitantes (2.41%) poseen algún problema o condición mental.

### Población histórica
Evolución de la cantidad de habitantes desde el evento censal del año 1900:
| Año           | 1900 | 1910 | 1921 | 1930 | 1940 | 1950 | 1960 | 1970 | 1980 | 1990 | 1995 | 2000 | 2005 | 2010 | 2020 |
| Población     | 790  | 809  | 722  | 882  | 990  | 772  | 923  | 990  | 767  | 754  | 705  | 768  | 737  | 547  | 498  |
| Fuente: INEGI |      |      |      |      |      |      |      |      |      |      |      |      |      |      |      |

## Cultura

### Monumentos y edificios históricos
- Templo de Nuestro Padre de San Ignacio de Loyola, construido en el siglo XVIII y catalogado como monumento histórico, el cual es visitada por turismo regional, nacional y extranjero.[13]
- Museo Estatal del Bacanora, antiguo palacio municipal.[14]

### Fiestas y celebraciones
- Marzo: festividad de Semana Santa;
- 24 de junio: fiesta de San Juan Bautista;
- 30-31 de julio: fiestas patronales en honor a San Ignacio de Loyola;
- Noviembre: Festival Internacional del Bacanora.

|                                     |
| El Templo de San Ignacio de Loyola. |

|                                         |
| Foto panorámica del pueblo de Bacanora. |

|                               |
| Una de sus calles empedradas. |

|                                          |
| Localizado en jardín central del pueblo. |

|                                   |
| Letrero de Bienvenida a Bacanora. |

|                                      |
| Hotel en el costado de la carretera. |

|                                       |
| Taste "Vicente Espinoza" de Bacanora. |

## Hermanamientos
La ciudad de Bacanora está hermanada con las siguientes ciudades:
- Tequila desde el 8 de diciembre de 1998[15]
- Uruapan desde el 26 de noviembre de 2016[16]